# Gates of the Arctic Nemzeti Park
A Gates of the Arctic Nemzeti Park és Vadrezervátum az Egyesült Államok egyik nagy kiterjedésű nemzeti parkja Alaszkában: 39 460 km² (azaz akkora, mint Svájc). Teljes egészében a sarkkörtől északra fekszik. Legnagyobb részét a Brooks-hegység nyúlványai foglalják el. 1978. december 1-jén nemzeti emlékparkot hoztak létre itt, melyet két évvel később nyilvánítottak nemzeti parkká. A park jelentős hányada a vadon természetvédelmi kategóriába soroltatott (29 322 km²) – ez a szomszédos Noatak Vadonnal együtt az Egyesült Államok legnagyobb érintetlen területe.
A nemzeti parkokban általában nincsenek települések, itt azonban tíz kisebb közösség is él, összesen mintegy 1500 fő, akiknek megélhetése a védelem alatt álló természettől függ. Ugyanakkor a Gates of the Arcticban nincsenek kiépített utak, sem ösvények, sem táborhelyek és más, a látogatók kényelmét szolgáló infrastruktúra.

## Tevékenységek

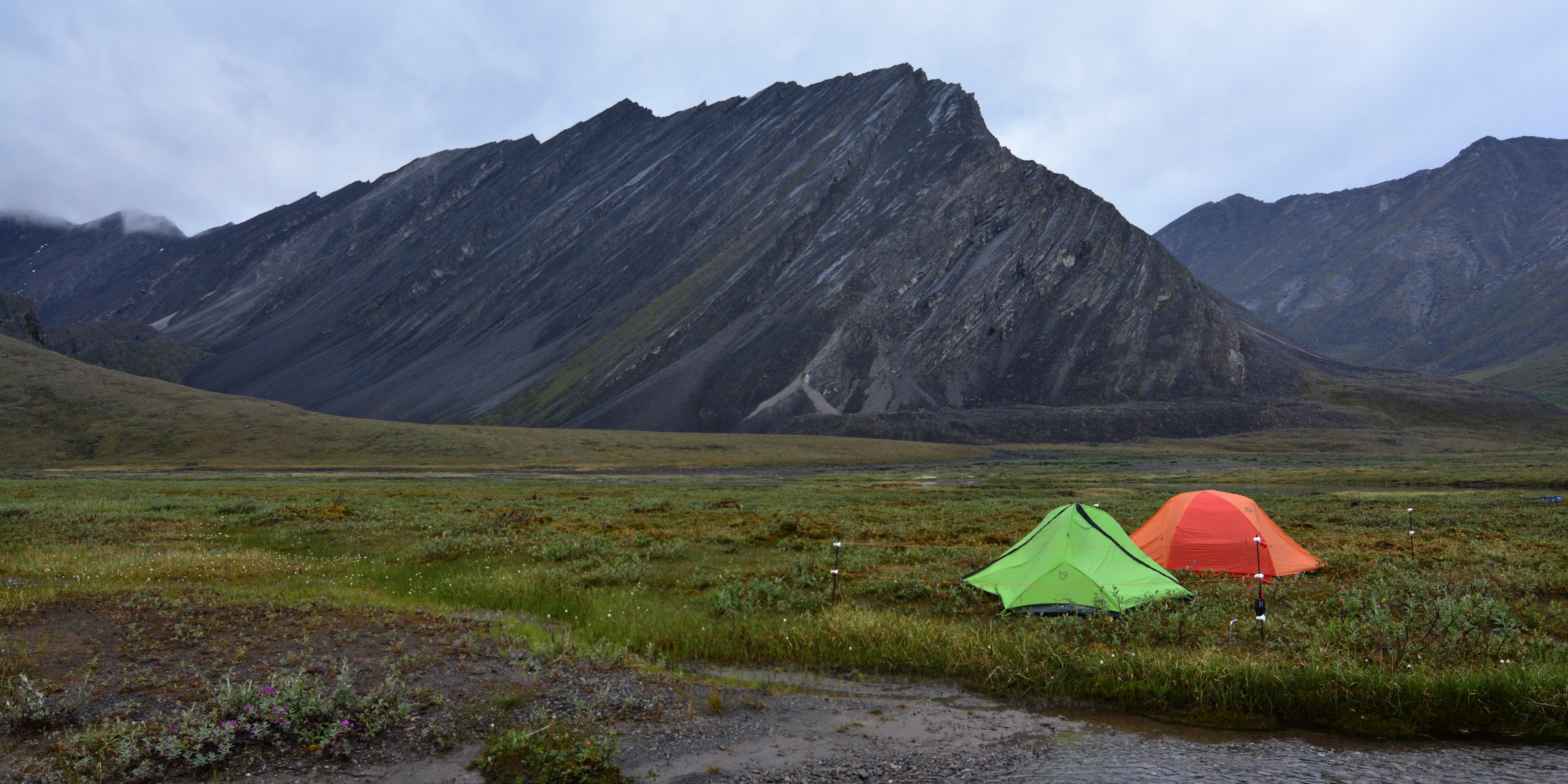
A park látogatói a Thunder Valley völgyben

Nincsenek se utak, se hivatalos kiránduló útvonalak a parkban. Annak következtében, hogy mindentől távol található és nincs megfelelő infrastruktúra kiépítve, az ország legkevésbé látogatott nemzeti parkja és a Nemzeti Parkrendszer egyik legkevésbé látogatottja (az utóbbi alá tartoznak a nemzeti emlékek, vadrezervátumok és történelmi helyszínek). 2021-ben mindössze 7362 látogatója volt, míg a Grand Canyon Nemzeti Park ugyanebben az időszakban több, mint 4,5 millióval rendelkezett.
Ugyan kempingelés egyes helyeken engedélyezett, sok területen be van tiltva.
Annak ellenére, hogy a park hivatalos központja Fairbanks városában található, a felügyelését a Bettles Erdőőr Állomásról végzik.

## Éghajlat
| Hónap                        | Jan.  | Feb.  | Már.  | Ápr. | Máj. | Jún. | Júl. | Aug. | Szep. | Okt. | Nov.  | Dec.  | Év    |
| ---------------------------- | ----- | ----- | ----- | ---- | ---- | ---- | ---- | ---- | ----- | ---- | ----- | ----- | ----- |
| Rekord max. hőmérséklet (°C) | −20,0 | −9,0  | −7,0  | 2,0  | 13,0 | 18,0 | 21,0 | 15,0 | 7,0   | −1,0 | −12,0 | −29,0 | 21,0  |
| Rekord min. hőmérséklet (°C) | −32,0 | −20,0 | −18,0 | −9,0 | 2,0  | 7,0  | 10,0 | 4,0  | −4,0  | −7,0 | −23,0 | −40,0 | −40,0 |
| Forrás: NPS                  |       |       |       |      |      |      |      |      |       |      |       |       |       |

## Ökológia
A tajga a 68. északi szélességi fokig húzódik, fái a kanadai fekete luc és a szürke luc, nyárfával keverve. Ettől a vonaltól, ami egyben a Brooks-hegység gerince is, északra hideg, száraz föld fekszik, amit északi-sarkvidéki sivatagnak is neveznek. A hosszú tél közben a hőmérséklet akár –59 °C is lehet, de nyáron 32 °C-t is elérheti. A park az arktisz része.
A park állatvilágába a következő fajok tartoznak: a grizzly medve, a fekete medve, a pézsmatulok, az alaszkai jávorszarvas, az alaszkai vadjuh, az északnyugati farkas, a rozsomák, a prérifarkas, a kanadai hiúz, a sarki ürge, a lemming, az északi pocok, az alaszkai mormota, az észak-amerikai kúszósül, a kanadai vidra, a vörös és sarki róka, a kanadai hód, az erdei béka, a hócipős nyúl, a galléros pocoknyúl, a pézsmapocok, a sarki csér, a fehérfejű rétisas, a szirti sas, a vándorsólyom, a halászsas, az amerikai uhu és a karvalybagoly. A területen több, mint fél millió grant karibu él, több különböző csordában, a Brooks-hegységen évente kétszer haladnak át, nyáron északra, télen délre utazva. A helyi indiánoknak kulcsfontosságú ételforrásnak számítanak, de a csökkenő havas területek mérete csökkenti a karibuk népességét is. Az alaszkai vadjuhak legészakibb élőhelye, a parkban nagyjából 132 grizzly medve él.

## Külső hivatkozások
- A Gates of the Arctic Nemzeti Park hivatalos oldala
- A National Park Service online kalauza
- Fényképek a Gates of the Arctic NP-ból – Terra Galleria
- us-national-parks.net – Gates of the Arctic NP Archiválva 2010. április 15-i dátummal a Wayback Machine-ben